# Birgittakyrkan, Gdańsk
Birgittakyrkan, på polska: Kościół św. Brygidy, är en kyrka i gamla staden i Gdańsk. Den började byggas i samband med att Heliga Birgitta helgonförklarades 1391 och stod färdig 1397. När Heliga Birgittas kvarlevor fördes från Rom till Vadstena stannade följet i Gdańsk, och efter hennes kanonisering beslutades att en kyrka och ett kloster för birgittasystrarna skulle byggas till hennes minne.
Klostret fortsatte sin verksamhet även efter reformationen i Gdańsk i början av 1500-talet och när birgittasystrarnas kloster i Vadstena stängdes flyttade ett tiotal birgittasytrar dit under beskydd av Sigismund. År 1807 användes klostret som sjukhus under Napoleonkrigen och under preussiskt styre upplöstes klostret 1817 och det revs 1851.
Kyrkan skadades svårt under andra världskrigets slutskede men renoverades 1974.